# 峯城
峯城（みねじょう）は、三重県亀山市川崎町森字殿町にあった日本の城（平山城）。

## 概要
正平年間に関盛政の五男・峯政実によって築かれたと云われる。
峯氏は政実以降六代続いたが、天正2年（1574年）、峯盛祐が長島一向一揆で討死すると弟与八郎が幼小であったため、岡本下野守が峯城主となった。
天正11年（1583年）、賤ヶ岳の戦いの前哨戦で滝川一益の家臣滝川益重によって攻められ峯城は落城するが、羽柴秀吉が大軍を率いて峯城を包囲し、数ヶ月の籠城の末に兵糧が尽きて益重は開城した。この戦いの後、織田信雄の家臣佐久間正勝が入城した。
天正12年（1584年）、秀吉と信雄が対立すると、小牧・長久手の戦いの前哨戦として秀吉は蒲生氏郷、関一政などに命じて峯城を攻めさせ、わずか数日で落城した。
天正18年（1590年）岡本良勝が亀山城に移されるにあたり廃城にされたと伝えられる。 